# Axel-Springer-Strasse
Axel-Springer-Strasse, tysk stavning: Axel-Springer-Straße, är en gata i centrala Berlin som sammanbinder stadsdelarna Mitte och Kreuzberg i nordost-sydvästlig riktning. Gatan fick sitt nuvarande namn 1996, då den norra delen av Lindenstrasse namngavs efter medieentreprenören Axel Springer (1912–1985), vars förlag Axel Springer AG har sitt förlagshus på nummer 65.

## Kända byggnader vid gatan
- Vid Axel-Springer-Strasse 50 finns ett minnesmärke över Lindenstrasses tidigare synagoga på innergården.
- På nummer 54 låg under DDR-tiden läroboksförlaget Volk und Wissen. Idag finns här Zimbabwes och Mauretaniens ambassader.
- Axel-Springer-höghuset på nummer 65 är sedan 1966 högkvarter för Axel Springer-förlaget och här produceras bland andra tidningarna Die Welt, Welt am Sonntag, Bild-Zeitung och Bild am Sonntag. En ytterligare byggnad för förlaget uppfördes 1994, som utmärker sig genom sin stora glasfassad. 2004 öppnade här Axel-Springer-Passagen. Konstverket Balanceakt framför byggnaden skulpterades av Stephan Balkenhol.
- Berliner Mauerweg korsar gatan, då Berlinmuren tidigare skiljde Kreuzberg i den amerikanska sektorn och Mitte i den sovjetiska sektorn. Murens tidigare sträckning är idag markerad med stenar i gatan i höjd med Zimmerstrasse.
- Sedan 1990-talet är den tidigare platsen för Jerusalemkyrkan markerad i gatan. Kyrkan förstördes i andra världskriget.